# شورای‌عالی هماهنگی ترابری کشور
شورای‌عالی هماهنگی ترابری کشور یکی از شوراهای عالی در ایران است که وظایفی ازجمله تصویب سیاست‌های حمل‌ونقل بر عهده دارد و دبیرخانه آن در وزارت راه و شهرسازی مستقر است.

## تاریخچه
در سال ۱۳۵۳ مطابق ماده (۱۰) قانون تغییر نام «وزارت راه» به «وزارت راه و ترابری» مصوب تیرماه ۱۳۵۳، «شورای‌عالی هماهنگی ترابری کشور» تشکیل و وزارت راه مکلف به تهیه آیین‌نامه برای این شورا شد. این آیین‌نامه که شامل ترکیب اعضا و شرح وظایف و اختیارات شورا می‌باشد، در چهارم و هشتم دی‌ماه این سال در کمیسیون‌های استخدام و امور اقتصادی و دارایی و راه و ترابری مجلس سنا و در دهم و دوازدهم دی در کمیسیون‌های استخدام و سازمان‌های اداری، امور اقتصادی و دارایی و راه و ترابری مجلس شورای ملی تصویب و در دوم بهمن ۱۳۵۳ برای اجرا به دولت ابلاغ شد.
این شورا با مصوبه‌ای در ۲۶ مهر ۱۳۷۳ کمیسیونی به‌منظور حل‌وفصل اختلافات مربوط به حق توقف کانتینر بنام «کمیسیون موضوع ماده ۲۰» ایجاد کرد که در سال ۱۴۰۰ با رأی دیوان عدالت اداری منحل شد.

## دبیرخانه
دبیرخانه این شورا ابتدا در سازمان هماهنگی ترابری (منحل شده) مستقر بود و پس از آن در ستاد وزارت‌خانه راه و ترابری قرار گرفت. سپس به سازمان حمل‌ونقل جاده‌ای و پایانه‌ها منتقل شد. پس از آن دوباره به ستاد وزارت‌خانه بازگشت.

## اعضا

### اعضای دارای حق رأی
- وزیر راه و شهرسازی (رئیس شورا)
- وزیر کشور
- وزیر صنعت، معدن و تجارت
- وزیر تعاون، کار و رفاه اجتماعی
- رئیس سازمان برنامه و بودجه کشور
- رئیس‌کل گمرک جمهوری اسلامی ایران
- معاون حمل‌ونقل وزیر راه و شهرسازی (دبیر شورا)
- رئیس سازمان راهداری و حمل‌ونقل جاده‌ای
- مدیرعامل شرکت راه‌آهن جمهوری اسلامی ایران
- رئیس سازمان بنادر و دریانوردی
- رئیس اتاق بازرگانی، صنایع، معادن و کشاورزی ایران

### مدعوین
- وزارت جهاد کشاورزی (حسب موضوع)
- وزارت امور خارجه
- سازمان هواپیمایی کشوری
- انجمن کشتیرانی
- انجمن صنفی شرکت‌های حمل‌ونقل بین‌المللی ایران[۵]

## کمیسیون‌ها و کارگروه‌ها
- کارگروه توسعه و روان‌سازی ترانزیت: موضوعات مربوط به حمل‌ونقل بین‌المللی و عبور خارجی کالا در آن بررسی می‌شود.[۵]
- کمیسیون فرعی: در سال ۱۳۶۰ تشکیل شد.[۶]